# Taxi en Malaisie

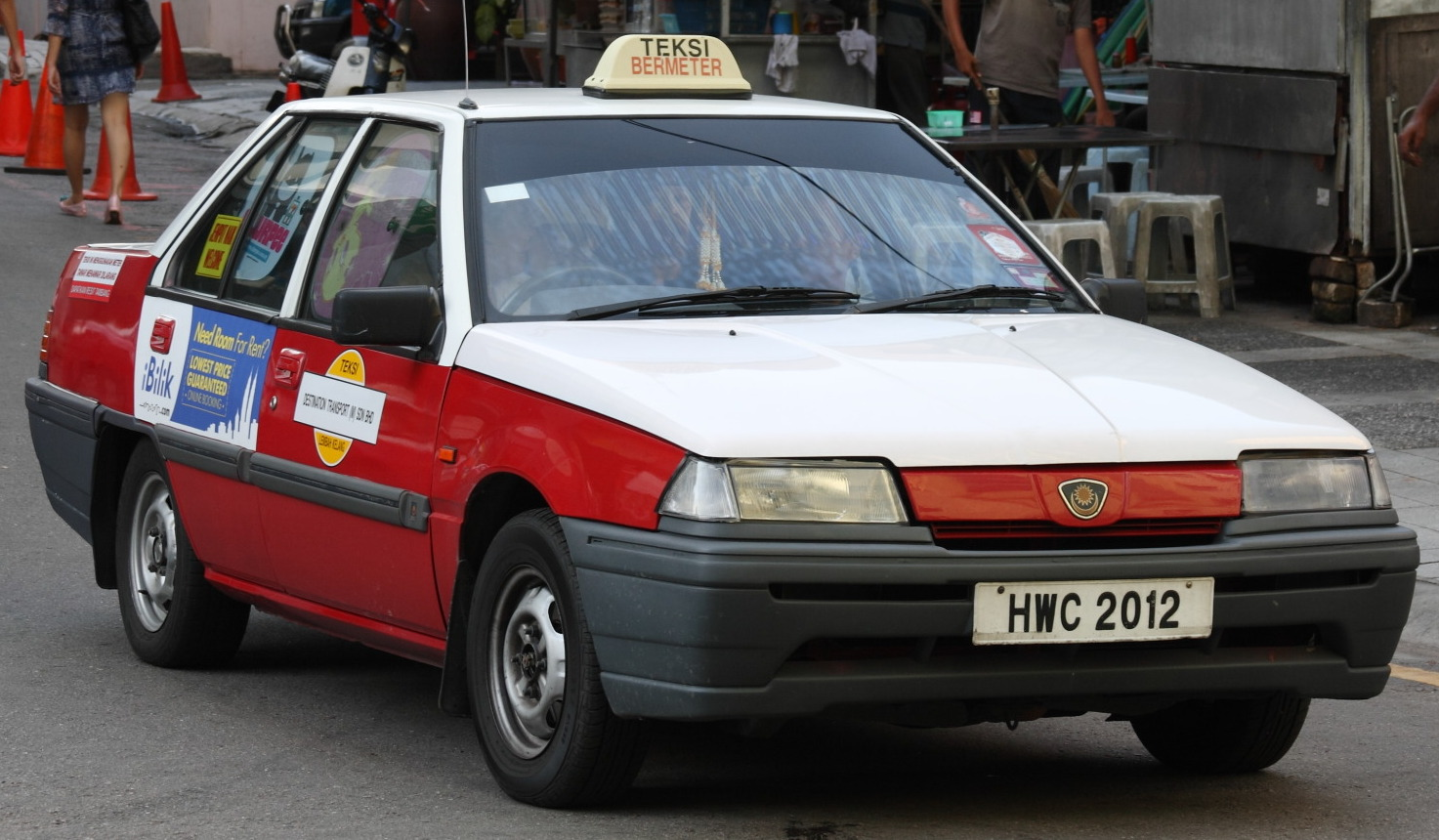
Taxi Proton Saga Iswara à Kuala Lumpur, modèle populaire des années 1990

En Malaisie, le taxi est un moyen de transport important.

## Modèles
La plupart des modèles sont les suivants: Proton Saga, Proton Saga BLM 1.6, Proton Saga, Proton Iswaras, Proton Wira, Proton Waja, Naza Citadines, Naza Rias et Toyota Innova. 
Avant le début de la production locale de voitures, les modèles Mercedes-Benz 200,  Mazda 323 / Ford Laser, Toyota Mark II X80 et l'Opel Kadett étaient utilisés. La plupart sont mis au rebut et remplacés par les Protons bien qu'il ait encore un grand nombre de ces modèles à courir les routes. Ces vieux modèles ont un signe "Kereta Sewa" sur le dessus et utilisent des anciennes plaques d'immatriculation de taxi.
Bien que la plupart des taxis fonctionnent au diesel, une poignée de taxis fonctionne au gaz naturel.

## Compagnies
Il y a en un certain nombre de petites entreprises de taxis et quelques particuliers. Les voitures sont généralement rouge et blanc. Les compagnies de taxis plus grandes et fiables sont tenues d'afficher leurs couleurs appartenant à Sun Light Radio Cab, Innovasi Timur Orange Taxi Cab et Public Cab.

### Liste par ordre alphabétique
- Avenue Drive (M) Sdn. Bhd
- Easy Taxi Malaysia
- Elegant Taxi Sdn. Bhd
- Innovasi Timur Orange Taxi Cab
- Insan Lemak Sdn. Bhd
- Laluan Emas Sdn. Bhd
- KL Teksi Radio Berhad
- Krishna Taxi Service Sdn. Bhd
- Koperasi Serbaguna Pemandu Teksi Bumiputra Malaysia Bhd.
- LCCT Sdn.Bhd
- Nadiagain Sdn. Bhd
- Public Cab
- RB Premier Taxi Sdn Bhd
- Seremban Cab
- Sunlight Radio Cab
- Swift Limousine & Cab
- Syarikat Kuching Hitam Teksi Sdn. Bhd.
- Temerang Mentari Sdn. Bhd
- Uptown Ace Cab
- Warisan Radio Taxi Service Sdn. Bhd.

## Réputation
La réputation du service de taxi en Malaisie est entachée par la mauvaise conduite des chauffeurs de taxi locaux, qui sont connus, entre autres, de refuser d'utiliser des taximètres, de surcharger et de choisir les trajets à emprunter, indépendamment du souhait du client tout en conduisant des véhicules mal entretenus. Les grandes compagnies de taxis, à savoir Sunlight Radio Cab, RB Premier Taxi Sdn. Bhd., Laluan Emas Sdn. Bhd ,. Insan Lemak Sdn. Bhd. et Innovasi Timur Orange Taxi Cab sont plus susceptibles de facturer les passagers en utilisant un taximètre. Bien qu'elles soient encore détenues et gérées par des chauffeurs de taxi individuels, les sociétés plus récentes telles que Swift Limousine & Cab possèdent et contrôlent leurs véhicules et s'assurent que tous les conducteurs fassent des vérifications rigoureuses. Une autre option est d'utiliser des applications de réservation de taxi sécurisées comme Grab ou TaxiMonger. Les conducteurs sont certifiés sûrs et utilisent tous des taximètres. L'application permet également de contacter directement le conducteur assigné et de suivre ses messages sur une carte en temps réel. Dans un sondage de juin 2008 réalisé par la revue expatriée malaisienne The Expat sur environ 200 étrangers de 30 pays, les taxis de la Malaisie étaient classés parmi les 23 pays les plus bas en matière de qualité, de courtoisie, de disponibilité et d'expertise. Le comportement des conducteurs de taxi offensants a terni l'image de la Malaisie, en particulier parmi les touristes étrangers, au point que certains ont commencé à payer pour des taxis haut de gamme qui sont plus chers mais fonctionnent avec un meilleur service.

## Galerie

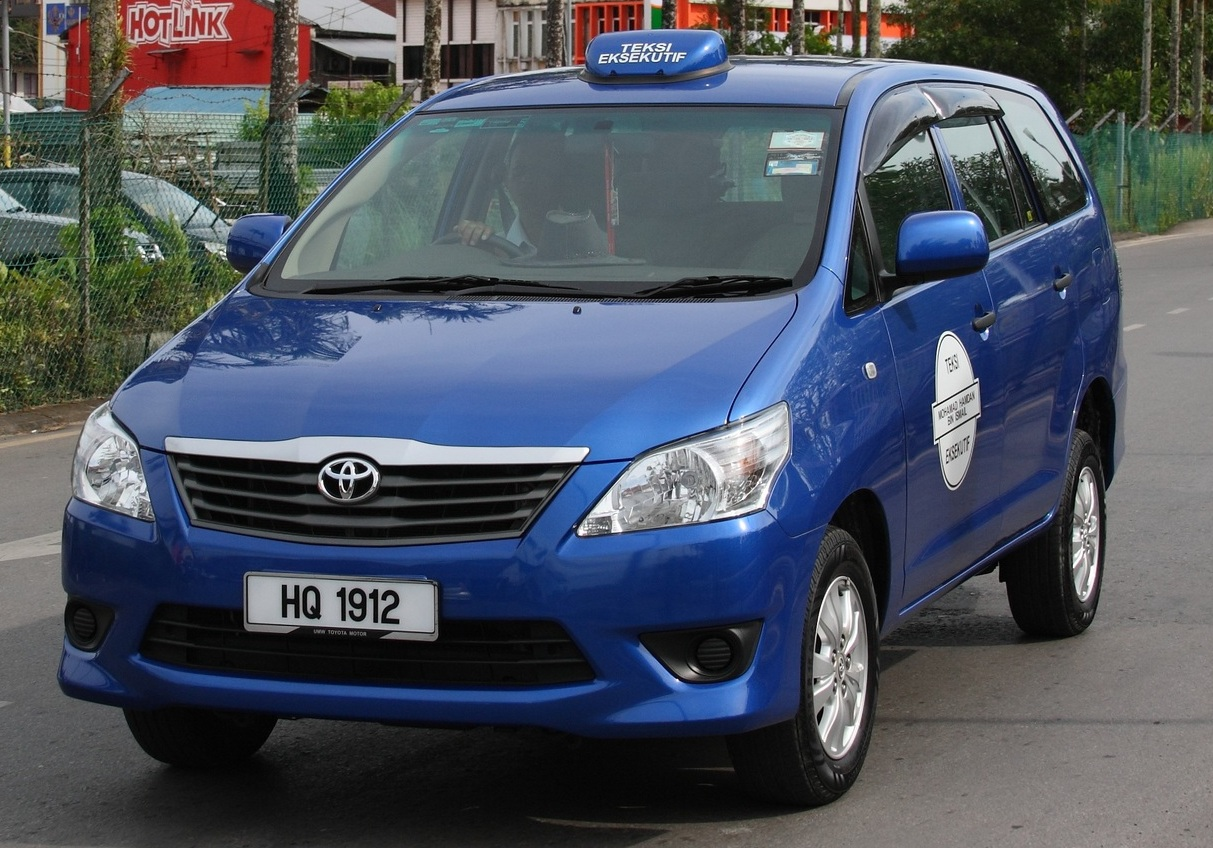
Toyota Innova Executive à Kuching
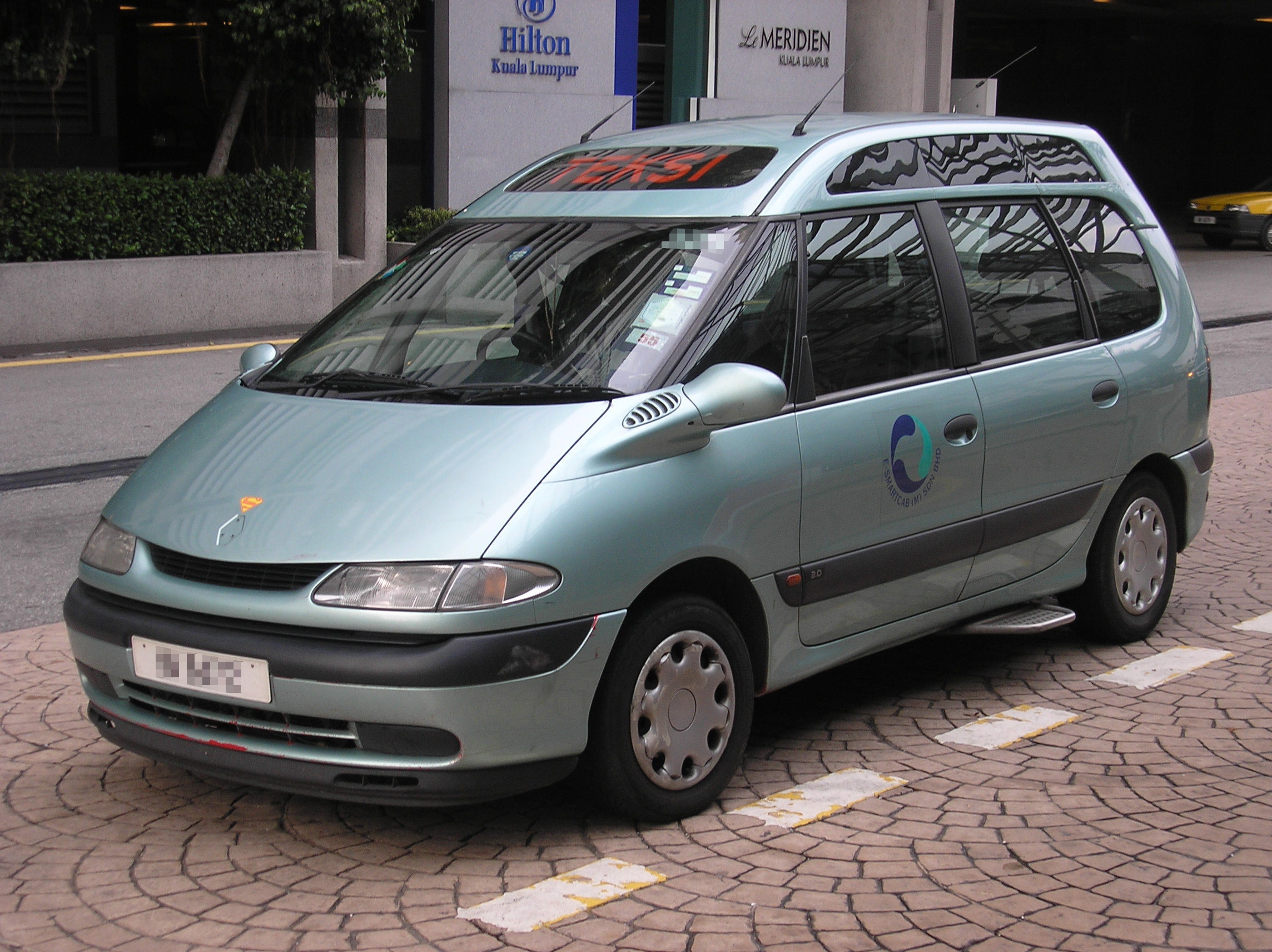
Renault Escape III à Kuala Lumpur
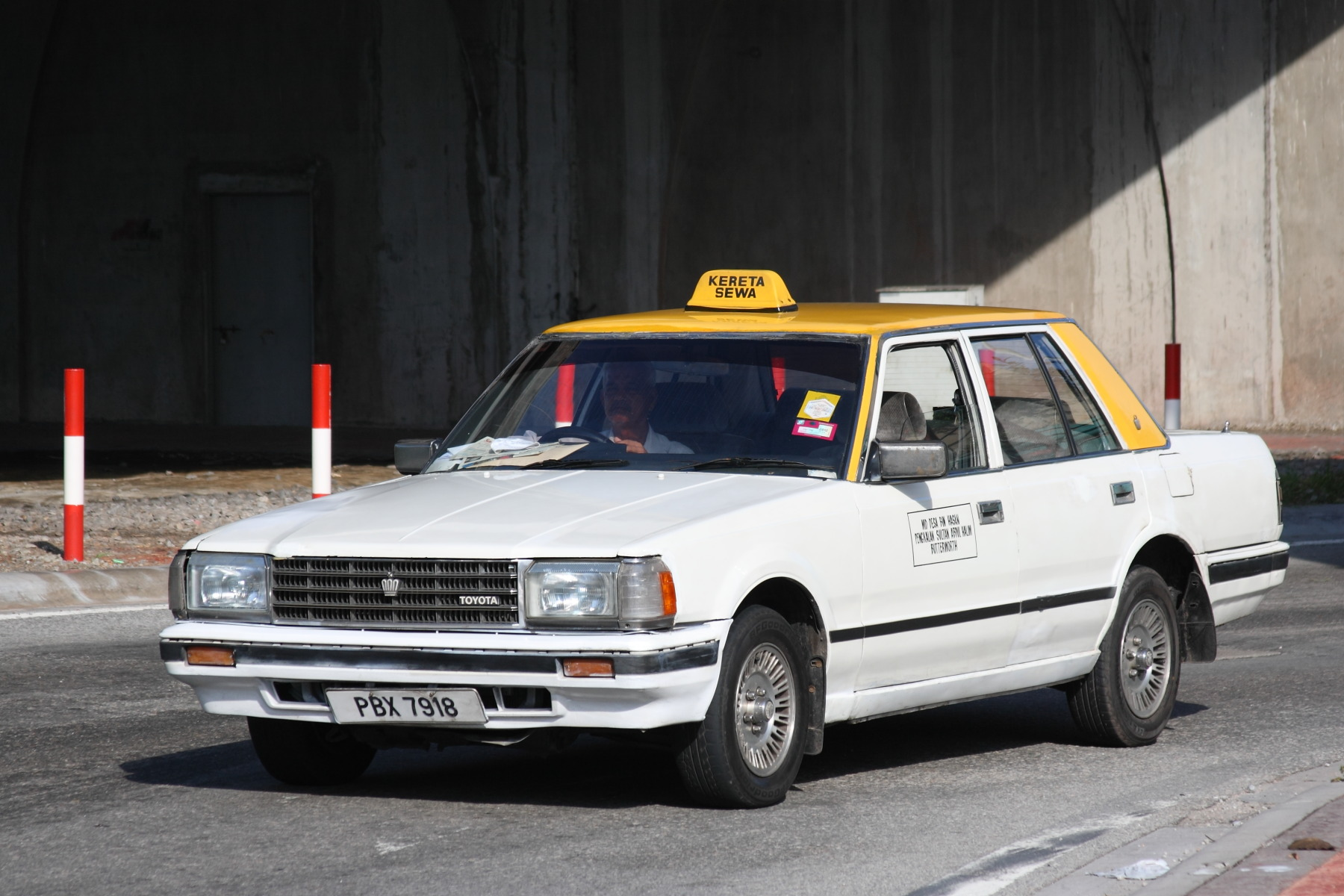
Toyota Crown "Kereta Sewa" à Penang